# Marie Rogissart
Marie Rogissart, född 1841, död 1929, var en fransk kommunist. Hon är känd för sitt stöd till Pariskommunen 1870–1871. Hon var aktiv i Légion des Fédérées.